# ميتش ووكر
ميتش ووكر (بالإنجليزية: Mitch Walker)‏ (24 سبتمبر 1991 بسانت ألبانز في المملكة المتحدة - ) هو لاعب كرة قدم بريطاني في مركز حراسة المرمى. لعب مع إيستبورن بوروه وبرايتون أند هوف ألبيون ونادي دوفر أتليتيك وويلينج يونايتد.

## وصلات خارجية
- ميتش ووكر على موقع قاعدة بيانات كرة القدم.إي يو (الإنجليزية)
- ميتش ووكر على موقع Soccerbase.com (لاعب) (الإنجليزية)
- ميتش ووكر على موقع Soccerway.com (الإنجليزية)